# Zoot suit
Et zoot suit er et jakkesæt med høj talje, brede posede bukseben, smalle manchetter og en lang frakke eller jakke med revers og brede polstrede skuldre. Denne tøjstil blev populær blandt de afroamerikanske, mexicanske og italienske samfundsgrupper i 1940'erne. I Storbritannien mindede de farverige jakkesæt med fløjlsrevers, der blev båret af personer i Teddy Boy-kulturen, om zoot suits.

## Historie
Zoot suitet blev oprindeligt associeret med afroamerikanske musikere og deres subkulturer. Ifølge Oxford English Dictionary, stammer ordet zoot sandsynligvis fra reduplikation af ordet suit. Opfindelsen og navngivningen af zoot suitet er i forskellige omgange blevet tilskrevet Harold C. Fox, der var tøjforhandler og trompetist i et bigband i Chicago; Charles Klein og Vito Bagnato fra New York; Louis Lettes, en skrædder fra Memphis; og Nathan (Toddy) Elkus der var tøjforhandler fra Detroit. Anti-mexicanske ungdomsoprør i Los Angeles under anden verdenskrig blev kendt som Zoot Suit Riots. Over tid blev zoot suits forbudt under krigen, angiveligt fordi det brugte for meget stof.
I 1942 skrev L. Wolfe Gilbert og Bob O'Brien sangen "A Zoot Suit (For My Sunday Gal)".

## Beskrivelse
Sammen med zoot suitet bæres ofte en fedora eller pork pie hat farvekoordineret med jakkesættet, og nogle gange med en fjer som dekoration og sko i fransk stil.
En ung Malcolm X beskrev som zoot suitet som: "a killer-diller coat with a drape shape,, coat with a drape shape, reet pleats and shoulders padded like a lunatic's cell". Personer iført zoot suits har ofte en urkæde der hænger fra bæltet ned til knæet og op til lommen.
Mængden af materiale og skrædderarbejde der kræves til et zoot suit, gjorde dem til luksusvarer i en sådan grad, at U.S. War Production Board udtalte, at de spildte materiale, der burde være brugt i krigsindsatsen under anden verdenskrig. Da Life udgave fotografier af personer iført zoot suits i 1942 spøgte magasinet med at de var "et solidt argument for at sænke alderen for hvervning til også inkludere person på 18 år." Denne ekstravagance, som mange opfattede som upatriotisk under krigen, var en faktor i Zoot Suit Riots. At iføre sig de overdimensionerede jakkesæt blev et udtryk for frihed og selvbestemmelse og endda oprør. 

### Personer
- Norris J. Nelson, medlem af byrådet i Los Angeles, der foreslog at gøre zoot suits ulovlige efter Zoot Suit Riots
- Cab Calloway, musiker, der ofte bar zoot suit på scenen og i filmen Stormy Weather fra 1943.
- Tin-Tan, en berømt mexicansk skuespiller fra 1940'erne, der bar zoot suits i sine film